# Виборчий округ 130
Виборчий округ 130 — виборчий округ в Миколаївській області. В сучасному вигляді був утворений 28 квітня 2012 постановою ЦВК №82 (до цього моменту існувала інша система виборчих округів). Окружна виборча комісія цього округу розташовується в приміщенні міського навчально-виробничого комбінату за адресою м. Баштанка, вул. 1 Травня, 14.
До складу округу входять Баштанський, Березнегуватський, Казанківський, Новобузький, Новоодеський і Снігурівський райони. Виборчий округ 130 межує з округом 129 на південному заході, з округом 127 на заході, з округом 131 на північному заході, з округом 100 і округом 103 на півночі, з округом 37 на північному сході, з округом 184 на сході і на південному сході та з округом 183 і округом 182 на півдні. Виборчий округ №130 складається з виборчих дільниць під номерами 480028-480048, 480050-480056, 480058, 480060-480069, 480097-480129, 480349-480376, 480455-480534 та 480594-480646.

## Народні депутати від округу
| Ім'я                            | Фото | Партія               | Скликання | Дата набуття повноважень | Дата припинення повноважень |
| ------------------------------- | ---- | -------------------- | --------- | ------------------------ | --------------------------- |
| Бриченко Ігор Віталійович       |      | Батьківщина          | 7-ме      | 12 грудня 2012           | 27 листопада 2014           |
| Вадатурський Андрій Олексійович |      | Блок Петра Порошенка | 8-ме      | 27 листопада 2014        | 29 серпня 2019              |
| Негулевський Ігор Петрович      |      | Слуга народу         | 9-те      | 29 серпня 2019           |                             |

## Результати виборів

### Парламентські

#### 2019
Кандидати-мажоритарники:
- Негулевський Ігор Петрович (Слуга народу)
- Фроленко Володимир Олександрович (Опозиційна платформа — За життя)
- Вадатурський Андрій Олексійович (самовисування)
- Бриченко Ігор Віталійович (самовисування)
- Кривцова Валентина Станіславівна (Батьківщина)
- Пересунько Руслан Вікторович (Європейська Солідарність)
- Донченко Олена Віталіївна (Наш край)
- Думановська Інна Миколаївна (Опозиційний блок)
- Коровій Дмитро Леонідович (самовисування)
- Рубський Геннадій Іванович (самовисування)
- Підпала Ірина Валентинівна (самовисування)
- Пляка Сергій Валерійович (Рух нових сил)

#### 2014
Кандидати-мажоритарники:
- Вадатурський Андрій Олексійович (Блок Петра Порошенка)
- Ольшевський Фелікс Вікторович (самовисування)
- Альшевський Володимир Миколайович (самовисування)
- Єропунов Микола Леонтійович (самовисування)
- Шкляр Володимир Борисович (Радикальна партія)
- Блошко Ігор Вікторович (самовисування)
- Шокун Валерій Олексійович (Батьківщина)
- Маляренко Олена Маркіянівна (самовисування)
- Драмаренко Кирило Борисович (самовисування)

#### 2012
Кандидати-мажоритарники:
- Бриченко Ігор Віталійович (Батьківщина)
- Ольшевський Фелікс Вікторович (Партія регіонів)
- Скорий Микола Вікторович (Комуністична партія України)
- Орєхова Олена Володимирівна (Справедлива Україна)
- Чорноморець Сергій Григорович (Союз)

## Явка
Явка виборців на окрузі: